# ثوم كرمي
الثوم الكرمي (باللاتينية: Allium vineale) نوع نباتي عشبي يتبع جنس الثوم من الفصيلة الثومية.

## الموئل والانتشار
ينتشر في بلاد الشام والمغرب العربي وكل أنحاء أوروبا.